# Quintanilha
Quintanilha é uma aldeia portuguesa sede da Freguesia de Quintanilha do Município de Bragança, freguesia com 20,3 km² de área e 217 habitantes (censo de 2021), tendo, por isso, uma densidade populacional de 10,7 hab./km².
Até 1853 pertenceu ao extinto concelho de Outeiro.
O orago da freguesia é São Tomé e tem como localidades anexas Veigas e Réfega.

## Demografia
A população registada nos censos foi:
| Ano  | 0-14 Anos | 15-24 Anos | 25-64 Anos | > 65 Anos |
| 2001 | 25        | 30         | 136        | 113       |
| 2011 | 2         | 12         | 99         | 103       |
| 2021 | 10        | 3          | 76         | 128       |

## Património
- Capela de Nossa Senhora da Ribeira ou Santuário de Nossa Senhora da Ribeira
- Igreja da Aldeia das Veigas ou Igreja de São Vicente de Aldeia de Veigas, incluindo todo o seu recheio, nomeadamente pinturas murais e retábulos.
- Brasão com escudo de armas contendo duas adagas em ouro dispostas horizontalmente.